# Super Ibérica de Rugby
La Super Ibérica de Rugby fue una liga española de rugby que operó en la península ibérica. Su propósito era crear una competición profesional de este deporte en España. Se basaba en un sistema de franquicias tomando como modelo el deporte profesional americano, y que es adaptado por competiciones de rugby como el Super 14 o la Celtic League. La liga pretendía constar de diez equipos el primer año, que cederían sus derechos a la empresa Steelman Sport, que era la encargada de gestionar la comercialización de la competición. No obstante, en la primera edición de la SIR fueron solo seis los equipos participantes. Esta competición pretendía coexistir con la veterana y no profesional División de Honor, si bien la edición de 2010 se canceló, con el pretexto de solventar una serie de importantes problemas de calendarios con la Federación Española de Rugby y con los clubs que tendrían que ceder a sus jugadores.

## Competición
La competición debutó con seis equipos, con el objetivo de ampliaciones futuras, incluyendo la posibilidad de que se unieran franquicias de Portugal o Gibraltar. La competición se inició a mediados de abril de 2009 (para no coincidir con la División de Honor), finalizando a principios de julio. Se jugaron partidos los viernes por la noche, en formato de liga y con una final four.
El partido inaugural de la misma el 24 de abril de ese año en el que se enfrentaron Vacceos Cavaliers y La Vila Mariners y fue televisado por Canal+ (plataforma satélite). Tras un nacimiento un poco accidentado por la ausencia de las franquicias portuguesas y la gibraltareña con las que se contaban para esta temporada inaugural, se tuvo una temporada un poco sorprendente por la gran temporada que realizaron los Mariners proclamándose justos vencedores de la fase regular de la liga, tras vencer a casi todos los favoritos al título. En el Final Four celebrado en el Estadio de Vallecas de Madrid, se enfrentaron las franquicias ubicadas en el País Vasco, Madrid y Cataluña junto con los ganadores de la fase regular. Después de unas buenas semifinales en las que los cuatro equipos tuvieron opciones hasta el final de los encuentros de clasificarse para la Final, consiguieron pasar a la misma el equipo valenciano y los Gatos de Madrid. La final acabó con empate a 28 y que ganaron estos últimos por haber conseguido mayor número de ensayos delante de unas 5.000 personas y retransmitido en directo por las cámaras de Canal+.

## Sistema de competición
El sistema de competición fue una liga regular a dos vueltas (partidos de ida y vuelta) de 6 equipos con una Final-Four (al estilo de la Euroliga). Este sistema da un total de 10 jornadas de liga regular y semifinales y final en una misma jornada sumando en total 34 partidos.

### Sistema de puntuación
- Cada victoria suma 4 puntos.
- Cada empate suma 2 puntos.
- Cuatro ensayos en un partido suma 1 punto de bonus.
- Perder por una diferencia de siete puntos o inferior suma 1 punto de bonus.

### Ascensos y descensos
No existen ascensos o descensos de categoría al ser una liga de franquicias cerrada.

## Las franquicias
Las franquicias, se debían ceñir a unos requisitos de admisión, formándose una Junta General por parte de clubes, jugadores y entrenadores. Las plantillas debían ser de 35 jugadores, siendo 10 profesionales con un sueldo mínimo preestablecido por la organización, debiéndose aportar a la Liga la copia de los contratos. Por otro lado, se establecía un límite salarial de un millón de euros brutos y los estadios debían tener cabida como mínimo para 3000 espectadores. El ganador obtenía un premio en metálico.

### Franquicias participantes 2009
| Equipo                     | País   | Sede                                  |
| -------------------------- | ------ | ------------------------------------- |
| Basque Korsarioak          | España | San Sebastián (Guipúzcoa)             |
| Catalunya Blaus Almogàvers | España | San Baudilio de Llobregat (Barcelona) |
| Gatos de Madrid            | España | Madrid                                |
| La Vila Mariners           | España | Villajoyosa (Alicante)                |
| Sevilla FC Andalucía Rugby | España | Sevilla                               |
| Vacceos Cavaliers          | España | Valladolid                            |

Estas franquicias fueron las participantes en la Super Ibérica de Rugby 2009.
Sedes de los equipos que firmaron el 11 de junio de 2008 el acta matriz de la liga y que comenzaron su andadura en esta liga el 24 de abril de 2009 (fecha del comienzo de la primera edición).

### Ampliaciones 2010
Se confirmó que habría ampliaciones con nuevas franquicias en la temporada 2010. En San Roque, Cádiz, en la urbanización de Sotogrande ya hay un equipo, el Rugby Rocks, y se esperaba la participación de dos franquicias portuguesas situadas en Lisboa y Oporto. También se iniciaron contactos para negociar una posible franquicia en Valencia. Sin embargo, tras la cancelación del torneo en 2010, todas quedaron en suspenso.

## Patrocinadores y TV
Los clubes dieron como depósito de 60 000 euros en concepto de garantía del pago de los desplazamientos, seguros sanitarios para jugadores, seguros civiles y gastos de arbitraje, además de facilitar la retransmisión de un mínimo de dos partidos como local por temporada a cada club. Estos se pueden financiar en un 50% con cargo al reparto de beneficios.
La liga consiguió cuatro patrocinadores oficiales para todas las franquicias participantes. Estos patrocinadores obtuvieron derecho preferencial en la ubicación de los carteles publicitarios, que durante la primera edición fueron distribuidos en los estadios de igual forma que en la Liga de Campeones de fútbol. Aparte, existieron proveedores oficiales (desplazamientos, equipaciones, etc.) y diversas empresas colaboradoras.
La sociedad gestora de la Super Ibérica de Rugby tuvo un acuerdo firmado con Canal+ para retransmitir un partido cada semana, los viernes por la tarde-noche, más un programa semanal llamado "Hemisferio Rugby" que se emitió todos los jueves presentado por Michael Robinson y el periodista de AS, especializado en rugby, Fermín de la Calle.
En la actualidad IBERIAN PROFESSIONAL RUGBY BOARD SL, la compañía que gestiona los derechos de la competición original acumula deudas por valor cercano a 500 mil euros con numerosos proveedores y profesionales del sector audiovisual y otros relacionados con la primera edición de la Liga.